# Lolcat

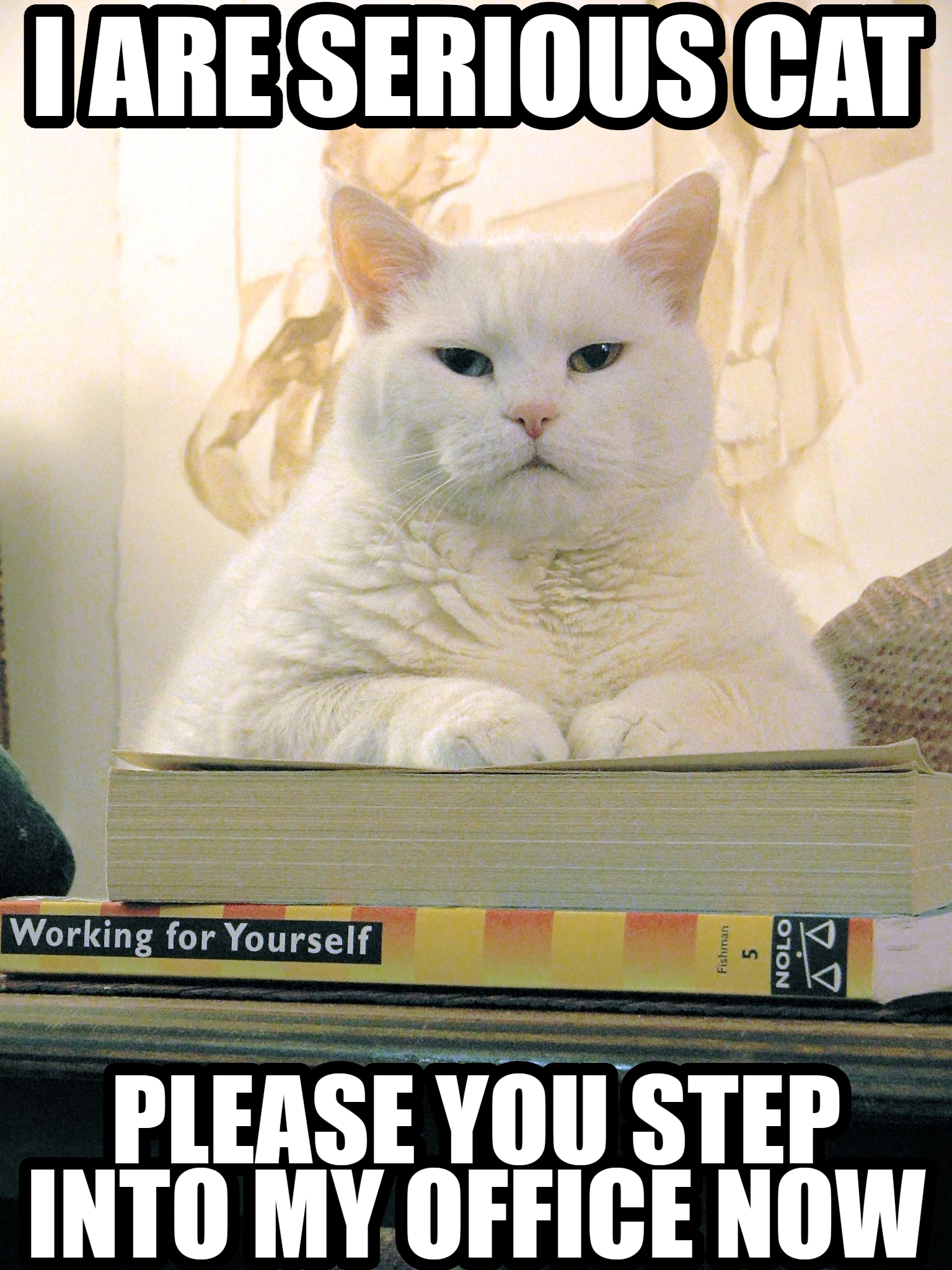
Un lolcat typique.

Un Lolcat ou LOLCAT est une image combinant une photographie d'un chat, avec une légende humoristique et dans un anglais écorché - un dialecte qui est appelé « Kitty Pidgin », « lolspeak », ou Lolcat. Le terme « lolcat » est un mot composé des lemmes « LOL » (laughing out loud, pouvant se traduire par mort de rire) et « cat » (chat),,,. Le mot est francisé en « lolchat » ou « lol chat ».
Les lolcats se sont répandus à travers les forums d'images (imageboards) de partage de photos, tel 4Chan, et d'autres forums Internet. Ils sont similaires aux autres macros créées à partir d'animaux anthropomorphiques, tels que les chouettes O RLY?. Le texte superposé à l'image est généralement attribué au chat de la photo. Il existe des analogies entre le langage utilisé dans les lolcats et le langage enfantin, que les propriétaires de chats utilisent souvent quand ils s'adressent à eux. Leur apogée a été pendant la deuxième moitié de 2000 et la première moitié des années 2010.
Le terme lolcat a connu l'attention des médias aux États-Unis lorsqu'il fut rapporté par le Time Magazine qu'un phénomène non-commercial de ce type était de plus en plus rare, affirmant que les lolcats « ont clairement en eux un côté Usenet du début des années 1990 ».

## Historique

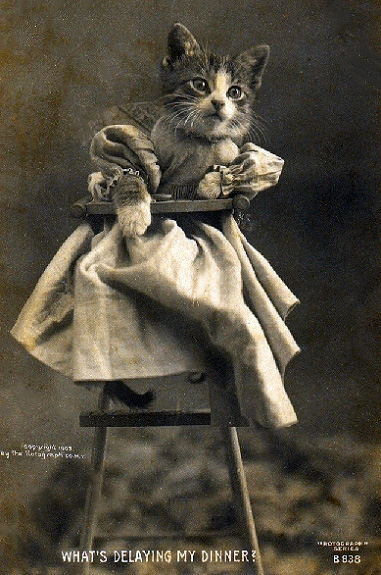
Carte postale de 1905, du photographe Harry Whittier Frees.

Beaucoup de personnes pensent que les premiers lolcats sont apparus sur l’imageboard anonyme 4chan aux alentours de 2005,. Seulement, les premiers lolcats sont bien plus anciens : le photographe Harry Pointer en produisait déjà dans les années 1870. Toutefois, l'existence du mot « lolcat », quant à elle, est bien plus récente et peut être attestée au moins depuis l'année 2006 (le nom de domaine « lolcats.com » ayant été enregistré le 14 juin 2006). Le News Journal affirme que certains retracent l'origine des lolcats jusqu'au site 4chan, qui présente des images de chats bizarres les samedis (ou Caturdays, mot-valise composé de cat et Saturday, occasionnellement traduit chamedi).
L'auteur de l'article sur les lolcats, Ikenburg, ajoute que les images circulaient sur Internet depuis des années sous des noms divers, mais qu'elles n'ont commencé à faire sensation qu'au début de l'année 2007 avec l'apparition de « I Can Has Cheezburger? ».  La première image en « I CAN HAS CHEEZBURGER? » a été postée le 11 janvier 2007, et provenait prétendument du site web Something Awful,. Lev Grossman, du Time, a écrit que l'exemple connu le plus ancien « date probablement de 2006 », mais il s'est repris ensuite dans un blog où il passa en revue les preuves inédites que les lecteurs lui envoyèrent, plaçant l'origine du « Caturday » et de plusieurs des images maintenant connues par quelques-uns comme « lolcats » au début de 2005. Le nom de domaine « caturday.com » a été enregistré le 30 avril 2005.  
Plus récemment, la syntaxe des légendes des lolcats a été utilisée comme base pour le LOLCODE, un langage de programmation exotique avec un interpréteur et un compilateur disponibles sur le framework .NET, perl, etc.
Le premier festival de LOLcats qui récompense la meilleure vidéo a eu lieu au Walker Art Center de Minneapolis à la fin août 2012.

## Forme

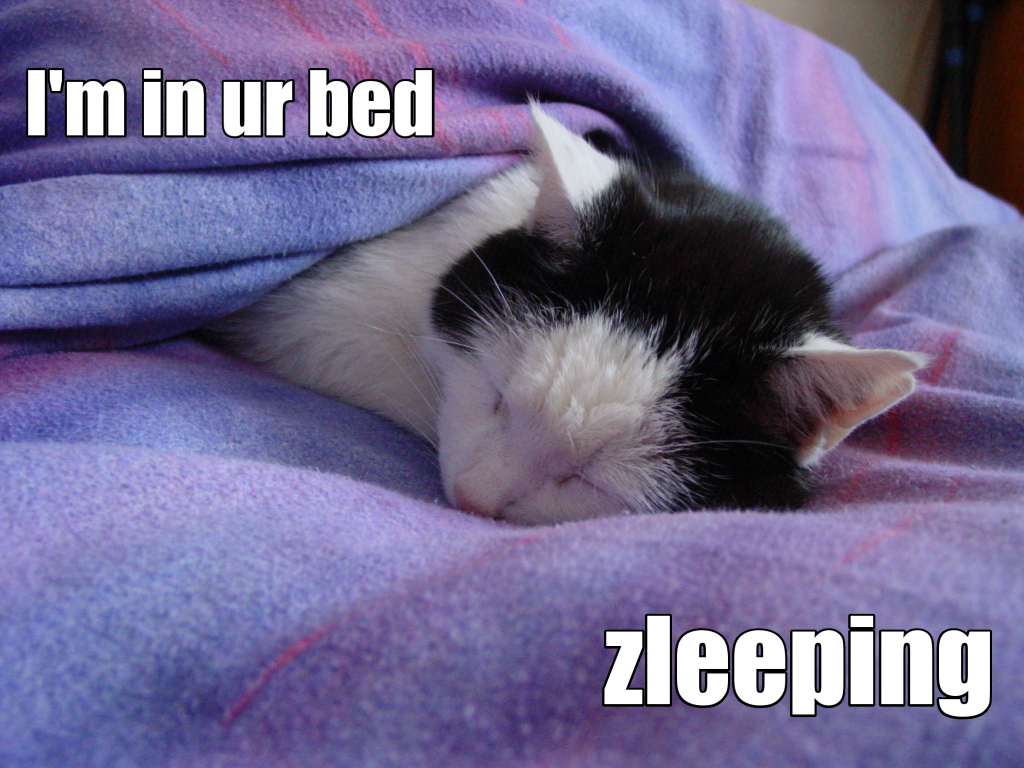
Un lolcat utilisant la forme « I'm in ur... »

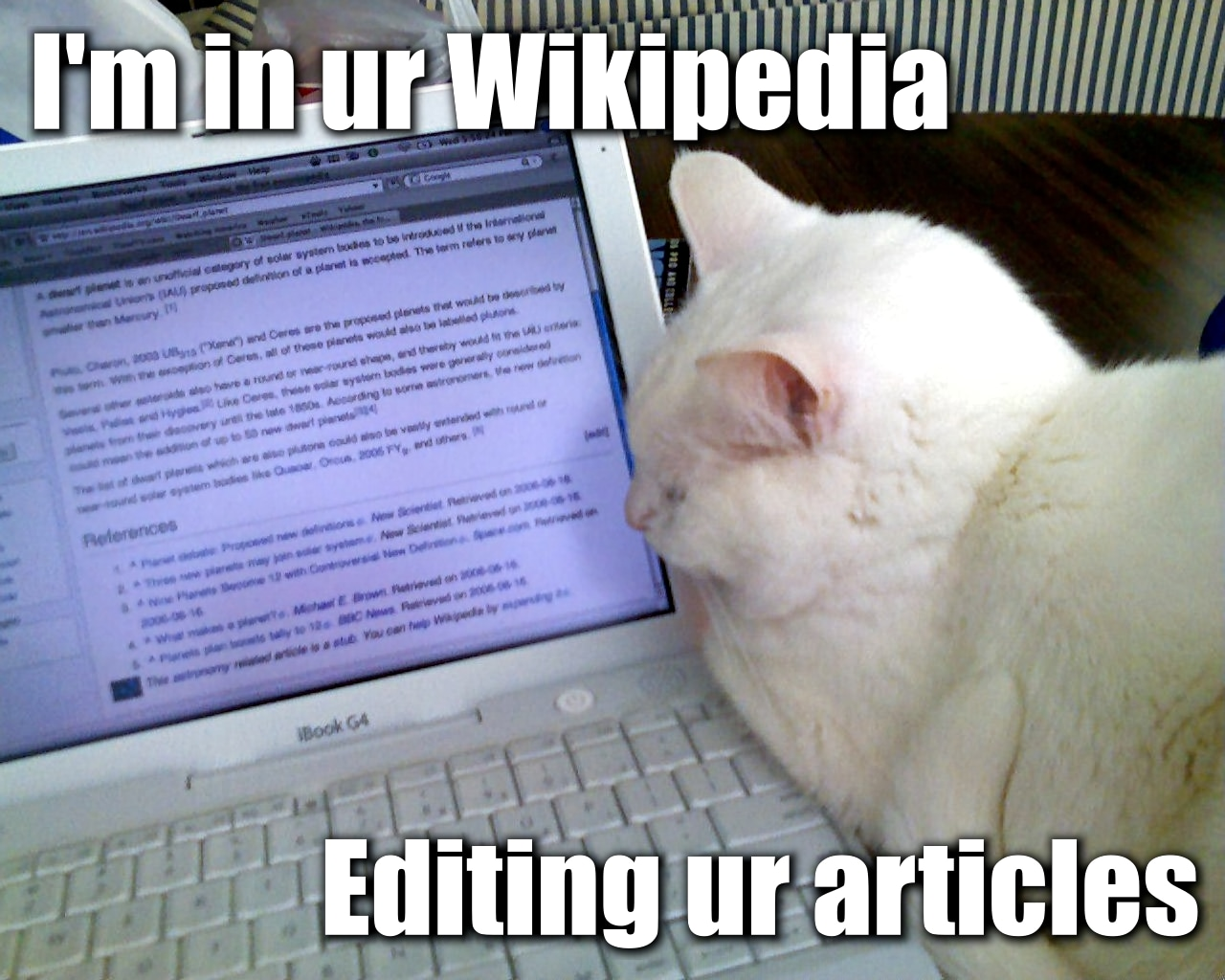
Un autre lolcat du même type.

Ces images sont composées généralement d'une photo d'un chat ou d'une vidéo avec une grande légende typiquement formatée en lettres capitales de police d'écriture sans serif comme Impact ou Arial Black. L'image est parfois éditée numériquement pour créer un effet. La légende est écrite avec des erreurs syntaxiques et orthographiques volontaires, présentant des verbes conjugués de manière étrange, mais elles ont tendance à converger vers un nouvel ensemble de règles orthographiques et grammaticales. Ces règles altérées de l'anglais ont été  désignées comme une sorte de pidgin-english ou de langage enfantin.
Les textes parodient le patois grammaticalement appauvri attribué de façon stéréotypée à l'argot d'Internet. Souvent, les légendes des lolcats prennent la forme de patrons syntaxiques (phrasal templates). Certaines expressions ont une origine connue, alors que d'autres semblent être spécifiques à la forme lolcat.
Les thèmes courants comprennent des plaisanteries de la forme « Im in ur [nom], [verbe]-ing ur [nom lié] ». Cette construction provient de la phrase « I'm in ur base, killing ur doodz » qui est devenu un mème courant dans de nombreux jeux de stratégie en temps réel. Les images du type « I has a  [nom] » montrent un chat en possession d'un objet alors que celles du type « Invisible [nom] » montrent des chats interagissant apparemment avec ces dits invisibles objets. Les photos du type flavor montrent spécifiquement un chat (ou un autre animal) léchant/mangeant un objet, une personne ou un animal (il arrive parfois qu'il s'agisse d'eux-mêmes) tout en remarquant combien l'objet, la personne ou l'animal possède un goût (« [nom] haz a flavor »).
Les images « My [nom], let me show you it/them » sont accompagnées par des chats présentant apparemment un objet.
Un autre lolcat commun affiche un chat avec un look particulier, qui est décrit par un adjectif, et le texte, « [adjectif] cat is [adjectif] », « [adjectif] cat is not [adjectif] » ou « Your offering pleases [adjectif] cat ». Une variante de ce dernier peut aussi se rencontrer sous la forme « [adjectif] cat is not amused » ou « [adjectif] cat has run out of [nom] » (lorsque le chat de l'image semble en train de ressentir l'opposé de l'adjectif utilisé pour le décrire.) Les photos exhibant des yeux rouges peuvent être légendées avec un texte à propos de laser (« lazrs »).

## Variantes

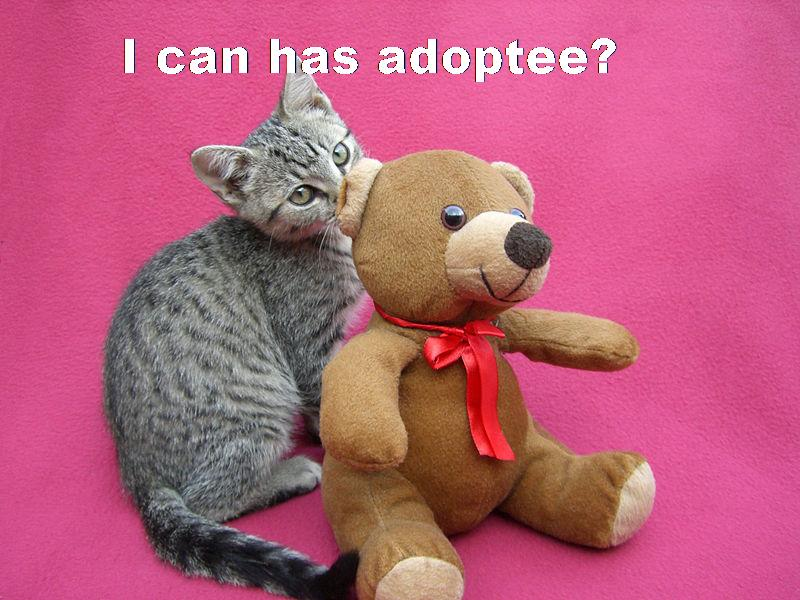
Illustration de la variante « I can has... ».

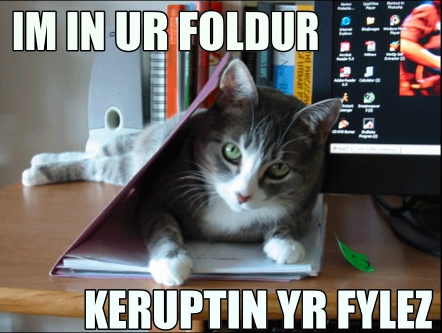
Illustration de la variante « I'm in ur... ».

Il existe plusieurs images lolcat et légendes avec des mots simples bien connues qui ont engendré de nombreuses variations et imitations, comme :
- « Longcat »,
- « tacgnol » (comme longcat, mais de couleur noire au lieu de blanche, présenté comme l'ennemi de longcat)
- « I can has Cheezburger »,
- « im in ur [nom], [action effectuée] » (exemple : « I'm in ur computer, making ur graphik »)
- « monorail cat, »
- « I [verbe]ed you a [nom], but I eated it » (exemple : « I baked you a cooky, but I eated it. »)
- « hover cat »,
- « Oh Hai I upgraded your RAM »
- « WANT »,
- « DO NOT WANT! »,
- « Fail »[21],
- « NOM NOM NOM » (pour manger)
- « I HAS DEM »
- « Halp! »
- « Invisible [objet] » (exemple : Invisible swimmpool)
- « Proceed, »
- « Pew pew pew » pour tirer au laser.

Un phénomène similaire utilise des photos d'un éléphant de mer (« lolrus ») qui joue avec un seau bleu (« bukkit »).

## LeCeiling Catet leBasement Cat

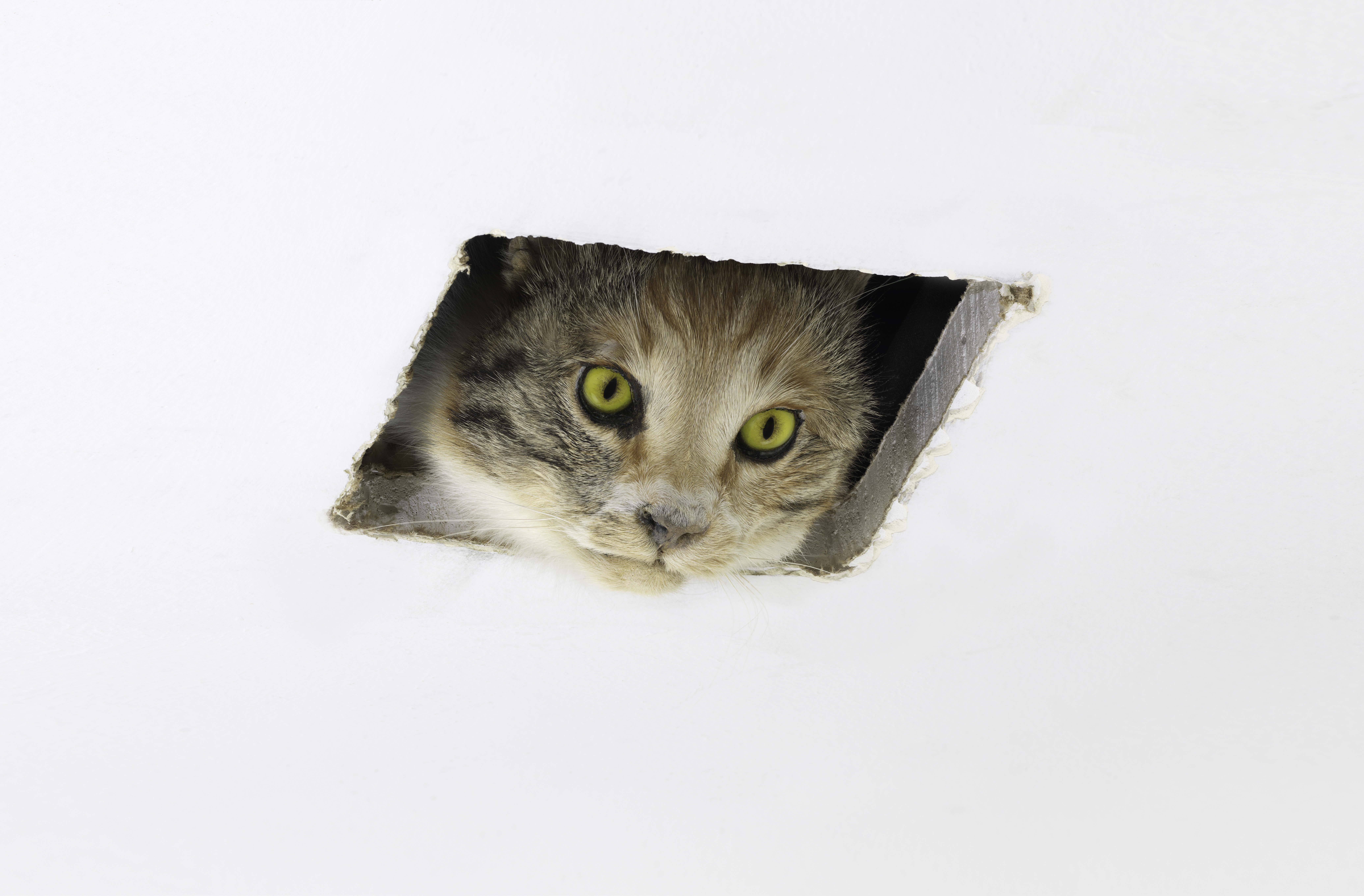
Photo de « ceiling cat » (collection du musée d'Art moderne de San Francisco).

Le Ceiling Cat (venant de l'anglais ceiling, traduit par plafond, et de cat) est un personnage engendré par le mème. L'image originale est celle d'un chat observant à travers le trou d'un plafond, avec pour légende : « Ceiling Cat is watching you masturbate. » (« le chat du plafond vous regarde vous masturber »). Ensuite suivirent de nombreuses images suivant le même schéma : « Ceiling Cat is watching you [verbe rimant en -ate] » et l'image du Ceiling Cat en haut à gauche surplombant la scène qu'il est censé voir. Ce personnage fait aussi partie d'un projet de traduction de la bible en lolspeak. Le Ceiling Cat et le Basement Cat (un chat noir vivant dans une cave) représentent le bien et le mal dans l'univers lolcat,,.

## Leslolcatsdans les autres médias

### Presse anglophone
- Grumpy Cat, A Grumpy Book[26] est un livre de 2013 illustré de photos du chat surnommé Grumpy Cat apparaissant sous la forme de lolcats. Il a été traduit notamment en français[27].

### Presse française
- Dans la bande dessinée de Coco du Charlie hebdo du 8 avril 2015[28], qui expose l'engouement pour les chats sur Internet et dans le monde, la dessinatrice a inclus les lolcats et a cité comme référence l'exposition d'œuvres lolcats à la Fondation d'entreprise Louis Vuitton, qui est en réalité un poisson d'avril lancé par le site web d'Archimag[29].
- Un livre, Lol chats[30], paru le 16 octobre 2013, regroupe des images de chats commentées, d'inspiration lolcat[31],[32].
- Grumpy Cat, un livre grincheux, traduction du livre Grumpy Cat, A Grumpy Book (2013).